# Haris Mrkva
Haris Mrkva (* 18. Februar 1996 in Chicago, Illinois, Vereinigte Staaten) ist ein bosnisch-herzegowinischer Eishockeyspieler und -trainer, der seit 2024 erneut beim HK Stari Grad in der bosnisch-herzegowinischen Eishockeyliga spielt. 

## Karriere
Haris Mrkva, der in den Vereinigten Staaten geboren wurde, begann seine Karriere beim HK Stari Grad, für den er als 14-Jähriger in der bosnisch-herzegowinischen Eishockeyliga spielte. Nachdem er zwischenzeitlich auch für die Ligakonkurrenten HK Medvjedi Sarajevo und Blue Bulls Sarajewo gespielt hatte, steht er seit 2024 wieder beim HK Stari Grad auf dem Eis.

### International
Für Bosnien und Herzegowina nahm Mrkva an den Weltmeisterschaften der Division III 2015, 2017, 2022, als er zum besten Spieler seiner Mannschaft gewählt wurde, 2023, 2024, als er als bester Verteidiger des Turniers ausgezeichnet wurde, und 2025 sowie beim Qualifikationsturnier für die Division III 2019 teil. Bei den Weltmeisterschaftsturnieren 2024 und 2025 war er jeweils  Kapitän der bosnischen Mannschaft. Zudem vertrat er seine Farben bei der Olympiaqualifikation für die Winterspiele in Peking 2022.
Neben seiner aktiven Karriere fungiert Mrkva bereits seit 2015 als Trainer und Manager verschiedener Nachwuchsnationalmannschaften. Bei der Weltmeisterschaft 2025 war er zudem Cheftrainer der Frauennationalmannschaft.

## Familie
Mrkvas Bruder Tarik und seine Mutter Anesa sind beziehungsweise waren ebenfalls bosnisch-herzegowinischer Nationalspieler, während Vater Adnan, der früher auch aktiv war, seit vielen Jahren als Manager verschiedener Auswahlmannschaften des Verbandes fungiert.

## Erfolge und Auszeichnungen
- 2024 Aufstieg in die Division III, Gruppe A, bei der Weltmeisterschaft der Division III, Gruppe B
- 2024 Bester Verteididiger bei der Weltmeisterschaft der Division III, Gruppe B